# ساندرا كلينوفا
ساندرا كلينوفا (بالتشيكية: Sandra Kleinová)‏ مواليد 8 مايو 1978 في براغ، هي لاعبة كرة مضرب تشيكية سابقة بدأت مسيرتها كمحترفة سنة 1993 وكانت تلعب باليد اليمنى، اعتزلت اللعب في 2007. أعلى تصنيف لها في الفردي كان 41. أعلى تصنيف لها في الزوجي كان 209.

## النهائيات

### الفردي: 1 (0-1)
| الحصيلة | الرقم | التاريخ         | الدورة | الأرضية | المنافس     | النتيجة  |
| ------- | ----- | --------------- | ------ | ------- | ----------- | -------- |
| الوصافة | 1.    | سبتمبر 17, 1995 | ناغويا | سجاد    | ليندا وايلد | 4-6, 2-6 |

## روابط خارجية
- ساندرا كلينوفا على موقع رابطة محترفات التنس (الإنجليزية)
- ساندرا كلينوفا على موقع الاتحاد الدولي لكرة المضرب (الإنجليزية)
- ساندرا كلينوفا على موقع كأس بيلي جين كينغ (الإنجليزية)
- ساندرا كلينوفا على موقع خلاصة التنس.كوم (الإنجليزية)